# 市来氏
市来氏（いちきし）は、日本の氏族の一つ。薩摩国市徃（市来）院（現・鹿児島県いちき串木野市及び日置市東市来町）を本貫地とし、大蔵姓を称するが、家祖である大蔵政房の出自は不詳である。

## 略歴
政房は宝亀年中に薩摩国に下向し市徃院郡司となり、同院の鍋ヶ城に拠り子孫が市徃（市来）の名字を名乗った。4代家房が早世し後家の市前御前が跡を継ぎ、のち寛元2年7月19日に外孫の政家を養子として市来院郡司職を譲る。6代政家は、惟宗康友の孫国分友成の子であり 市来の名字を名乗り、弟の河上家忠に大蔵氏を譲り、自らは国分家の本姓である惟宗氏を称した。以後、市来家は惟宗氏となる。寛正3年（1463年）、12代久家の代に至って、島津立久との戦いに敗れ、政房以来690余年にして市来家は没落し嫡流家は滅亡した。菩堤寺は来迎寺。

## 系図
1 政房 － 2 惟房－ 3 宗房 ＝ 4 家房 ＝ 5 市前御前（宗房の養女で家房の妻）＝ 6 政家（国分友成の子息）－ 7 資家 － 8 時家－ 9 氏家－ 10 忠家 － 11 家親－ 12 久家 － 忠家
- 6代政家（弘長4年に京都大番役を勤めた）
- 8代時家（建武4年8月14日、院内赤崎合戦で戦死）
- 9代氏家（歌人、市来流蹴鞠の始祖）

## 系図相論
永享年間（1429～1440）に、島津氏守護代の経歴をもつ酒匂氏が記した『酒匂安国寺申状』の中で弘安2年（1279年）から7年（1284年）まで、島津忠久の孫の久時と市来政家が系図相論をしたことが書かれている。この文書は、島津家が守護職に復職した経緯が書かれており、一族の強権支配が在地領主の反発を招いていたことを示している。久時に対し、本来同族でありながら権柄ずくで「恩顧を受けている者」として遇されることに不満を抱いた市来政家が忠久の父は惟宗忠康だと主張して同じ惟宗氏である事を訴えた相論である。島津家側は自らが惟宗氏の出身であることは認めたが、忠久は広言の子であり同じ惟宗氏でも家柄は違うと反論した。どのような形で尊卑論争が終結したかは記されていないが、島津家の系図がその後も忠久の父は惟宗広言としてきた事から、島津家の主張が通ったものと思われる。
その後、島津氏は頼朝後胤説を称し、一般的に忠久は頼朝の子として定着してはいるが、市来氏の主張した忠康が最近見直されている。下記はそれぞれ奉行所に提出したとされる系図。
- 島津家側が提出した系図
基言－広言－忠久（島津）－忠時－久時
- 市来家側が提出した系図
知國－國廣－忠友－忠康－忠久（島津）－忠時－久時
知國－友廣－康友（執印）－友尚（国分）－友成（国分）－政家（市来）